# Buenavista, Quechultenango
Buenavista är en ort i Mexiko.   Den ligger i kommunen Quechultenango och delstaten Guerrero, i den södra delen av landet, 220 km söder om huvudstaden Mexico City. Buenavista ligger 882 meter över havet och antalet invånare är 336.
Terrängen runt Buenavista är kuperad åt sydost, men åt nordväst är den bergig. Buenavista ligger nere i en dal. Runt Buenavista är det glesbefolkat, med 15 invånare per kvadratkilometer. Närmaste större samhälle är Quechultenango, 1,5 km öster om Buenavista. I omgivningarna runt Buenavista växer huvudsakligen savannskog.